# أولاد منصور (لعثامنة)
أولاد منصور هي إحدى مشيخات المملكة المغربية، تتبع جغرافيا لإقليم بركان وإداريًا للعثامنة. يقدر عدد سكانها بـ 9759 نسمة حسب الإحصاء الرسمي للسكان والسكنى لسنة 2004.